# HMS Defender (D36)
El HMS Defender (D36) es un destructor Tipo 45 (clase Daring) de la Royal Navy.

## Construcción y características
Fue construido por BAE Systems; tuvo su puesta de quilla el 31 de julio de 2006, su botadura el 21 de octubre de 2009 y finalmente su entrega el 21 de marzo de 2013.
Tiene 8500 t de desplazamiento, con 152 m de eslora, 21,2 m de manga y 5,3 m de calado. Su propulsión consiste en un sistema integrado constituido por dos turbinas de gas Rolls-Royce WS-21, dos motores eléctricos Converteam y dos generadores diésel Wärtsilä. Su armamento consisten en un cañón Mk-8 de 114 mm, dos cañones de 30 mm, dos sistemas Phalanx CIWS y misiles superficie-aire Sea Viper.

## Historia de servicio

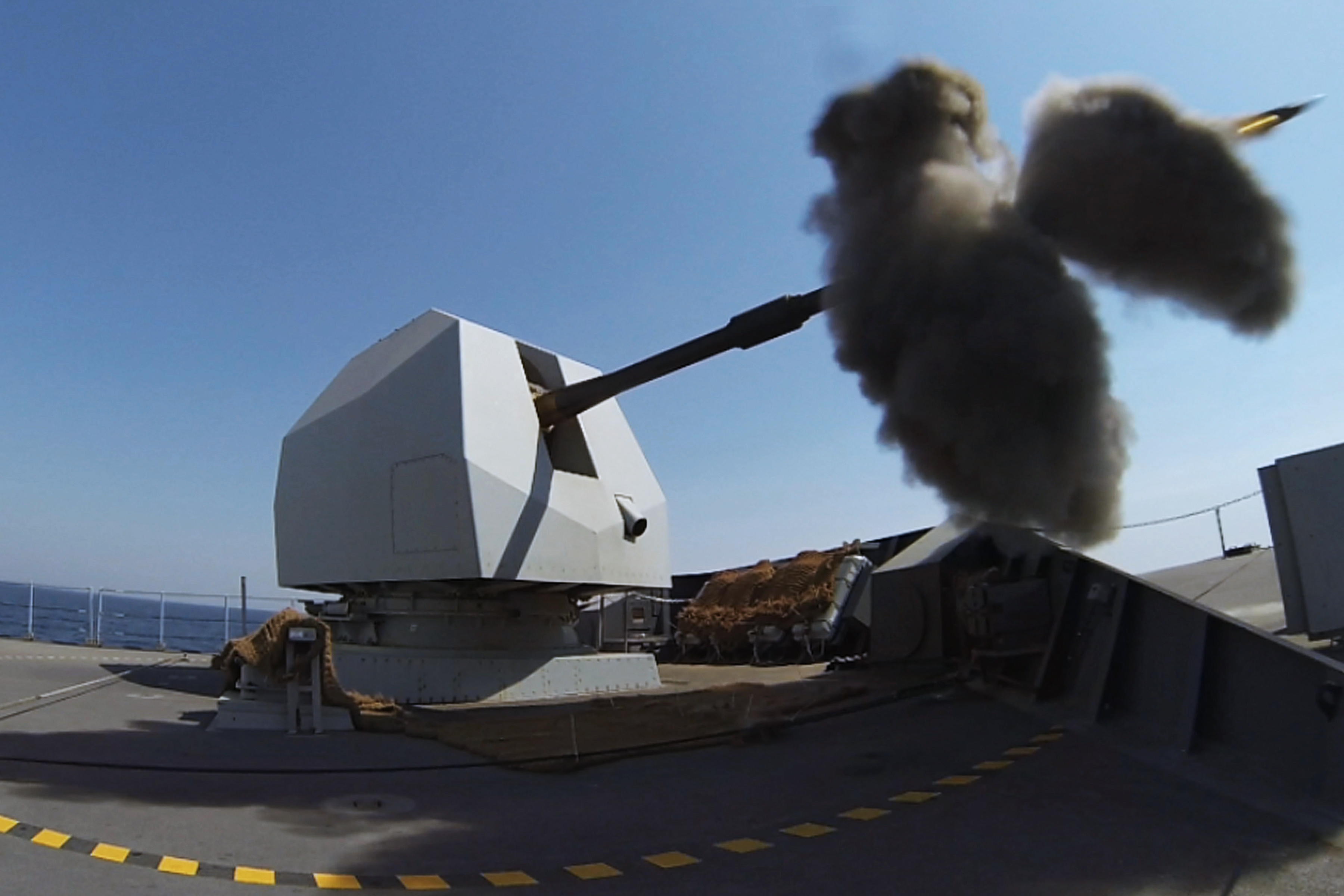
Disparo del cañón Mk 8 del HMS Defender

Tiene apostadero en la HMNS Portsmouth, Hampshire, Inglaterra.
El Defender participó de la Operación Shader de 2014 protegiendo un grupo de batalla del portaaviones USS George H. W. Bush de la US Navy (en el golfo Pérsico). Luego formó parte de un grupo de batalla del portaaviones Charles de Gaulle (en las costas de Siria). En ambas ocasiones se llevaban a cabo operaciones militares contra el Estado Islámico.
En 2021 el Defender fue protagonista de un incidente en el mar Negro, cerca de Crimea. El 23 de junio de ese año el Ministerio de Defensa de Rusia informó que un buque de guerra realizó disparos y un avión Su-24 arrojó bombas para forzar la salida del buque británico de lo que Rusia considera sus aguas territoriales. El Ministerio de Defensa del Reino Unido dijo que no hubo disparos contra el destructor, que hubo disparos parte de un ejercicio llevado a cabo por fuerzas rusas en la zona; y que su buque hacía uso del paso inocente en aguas territoriales de Ucrania.
A mediados de la década de 2020 toda la flota de Tipo 45 será sometida a reparaciones para solucionar desgastes en sus turbinas de gas producidas por las altas temperaturas del golfo Pérsico. También en el mismo tiempo, los misiles Sea Viper recibirán un up-grade de defensa contra misiles balísticos.